# Толька (река)
То́лька — река в России, протекает в Ямало-Ненецком автономном округе. Впадает в реку Таз слева на 723-м километре от устья. Длина реки — 391 км, площадь водосборного бассейна — 13 300 км². Среднегодовой расход воды — 125 м³/с. Гидроним восходит к сев.-сельк. Толь-кы — «озёрная речка».

## География и гидрология
Образуется слиянием рек Ай-Эмторъёган и Пянтымъёган, берущих начало на западе Верхнетазовской возвышенности (Сибирские Увалы). Средняя продолжительность ледостава — 7 месяцев, средняя толщина льда в марте — апреле 75—80 см.
Обычно Толька замерзает во второй половине октября, в среднем течении в начале третьей декады. Вскрывается во второй половине мая — начале июня, в среднем течении 25—26 мая. Замерзает во второй половине октября, вскрывается в конце мая — начале июня. Средняя продолжительность ледостава — 7 месяцев. Замерзание и вскрытие сопровождается ледоходом. Питание снеговое и дождевое. Самый многоводный месяц — июнь.
Питание реки преимущественно снеговое, половодье начинается обычно в мае, в среднем течении в середине мая, достигает пика к концу мая — первой декаде июня, а заканчивается в июле. Средняя продолжительность половодья более 2,0 месяцев, больше половины среднегодового расхода воды проходит в этот период. В период летне-осенней межени обычно наблюдаются дождевые паводки. Самый многоводный месяц — июнь, самые маловодные — февраль, март и апрель.

## Притоки
(км от устья)
- 13 км: Отыльмотылькикэ
- 24 км: Лимпыпытыльто-Кикэ
- 42 км: Каклыль-Вэттылькикэ
- 55 км: Сыккыльлака-Сырылькикэ
- 61 км: Тюмылькикэ
- 67 км: Вэркыкикэ
- 76 км: Кэлылькатылькикэ
- 80 км: Катыльмачилькикэ
- 87 км: Вэркыкикэ
- 89 км: Пюрманонгы
- 93 км: Вэркытононги
- 116 км: река без названия
- 126 км: Кыпа-Отрыккылькикэ
- 138 км: Сэккэльмачилькикэ
- 143 км: Сергекикэ
- 148 км: Чатылькы
- 160 км: Кэсылькикэ
- 163 км: Какылькы
- 180 км: Ньюгантокылькы
- 195 км: Варкы-Чюэлькы
- 207 км: Лимпыпитылькикэ
- 220 км: Чимылькикэ
- 226 км: Шокольмоголикы
- 238 км: Пиччалькы
- 245 км: Кыпа-Кэлилькы
- 275 км: река без названия
- 290 км: Щиттылькорылькикэ
- 313 км: Нанкиёган
- 317 км: Окунъёган
- 330 км: Вэркы-Унты
- 350 км: Кэнтылькикэ
- 371 км: Вэркы-Унтыкикэ
- 372 км: Ихъигол
- 379 км: Тэкапыль-Толька
- 391 км: Ай-Эмторъёган
- 391 км: Пянтымъёган